# Sebestyén-palota
A Sebestyén-palota a kolozsvári Fő tér (8. szám) déli oldalának egyik műemlék épülete. A romániai műemlékek  jegyzékében a CJ-II-m-B-07477 sorszámon szerepel.

## Története
Az 1890-es évek elején a Fő tér és az Egyetem utca sarkán egy több telekre kiterjedő, a Király utcáig nyúló, eklektikus bérház épült fel, mivel az itt álló reneszánsz házakat korszerűtlennek ítélték. Húsz év múlva ezt sem tartották a központi fekvést megfelelően képviselő épületnek, ezért Sebestyén Dávid, a hatalmas vagyonnal rendelkező építési vállalkozó négyemeletes, bécsi szecessziót követő bérházat húzatott fel helyére. A négyemeletes épületet 1910-1913-ban húzták fel Kármán Aladár és Ullman Gyula tervei alapján. A világvárosi hangulatot idéző bérház félemeletén székelt az Első Magyar Általános Biztosító Társaság. Földszintjén működött a Keszei-féle könyvkereskedés. A helyiségben ma is könyvüzlet működik. A félemeleten folyóirat-szerkesztőségek és az írószövetség és képzőművész szövetség irodái nyertek elhelyezést.

## Leírása
A bérháznak Fő téri oldalán klasszicista az oromzata, míg az Egyetem utca felől copf oromzati díszekkel rendelkezik. A Fő térre néző timpanonjában girlandok között két puttószerű fiúcska fog közre egy címerpajzsot.